# Bajamar
Bajamar is een kustplaats in het noorden van het eiland Tenerife, gelegen in de Canarische Eilanden, Spanje. De plaats behoort tot de gemeente San Cristóbal de La Laguna.

## Ligging
Bajamar ligt aan de Atlantische Oceaan, aan de voet van het Anaga-gebergte, en vormt samen met het nabijgelegen Punta del Hidalgo een toeristische en recreatieve zone. De plaats is vooral bekend om haar natuurlijke zeewaterzwembaden en promenade.

## Toerisme en recreatie
Bajamar is populair onder zowel lokale bewoners als toeristen, met name vanwege de goed onderhouden zeezwembaden die bescherming bieden tegen de ruige oceaan. In de omgeving zijn ook wandelroutes richting het Anaga-bergmassief te vinden.

## Religieus erfgoed
In Bajamar bevindt zich de parochiekerk Nuestra Señora de las Nieves, gewijd aan de beschermheilige van de plaats.

## Vervoer
De plaats is bereikbaar via de weg TF-13 vanuit San Cristóbal de La Laguna. Er zijn regelmatige busverbindingen met de stad en andere delen van het eiland via de vervoersmaatschappij TITSA.

## Geboren in Bajamar
- Pedro González López (2002), voetballer[1]